# مجسم إنسان

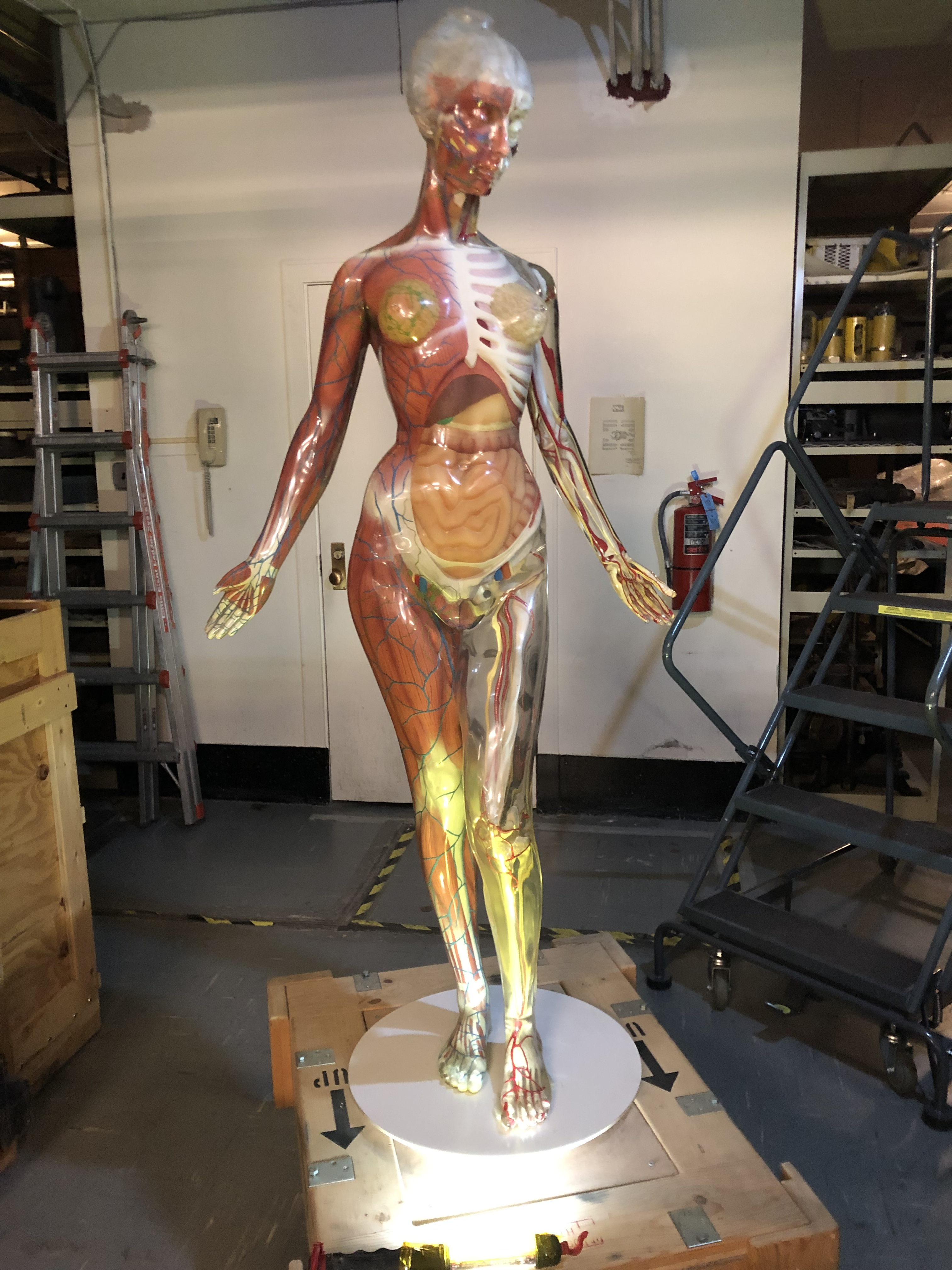

المُنْكِين أو الدمية التشريحية أو مجسم الإنسان (المانيكان) عبارة عن نموذج بشري تشريحي يستخدم في التعليم. ومن بين أشهر تلك المجسمات، يأتي المانيكان التشريحي الشفاف (TAM)، وهو عبارة عن نموذج ثلاثي الأبعاد وشفاف للإنسان، تم إنشاؤه لأغراض التعليم الطبية. وأول مانيكان تشريحي شفاف تم تصميمه على يد ريتشارد راش في عام 1968. وهو يتكون من هيكل يمكن الرؤية من خلاله للجسم البشري الأنثوي، مع توصيل العديد من الأعضاء بالكهرباء بحيث تضيء أنظمة الجسم المعينة عند الحاجة، مع تقديم عرض تعليمي مسجل من قبل.
وفي نهاية المطاف، قام راش بإنتاج 42 مجسمًا مانيكان من تلك المانيكانات، وما زال العديد منها يعمل في العديد من المتاحف التعليمية الصحية في الولايات المتحدة.
وقد قام راش بعمل نسخة أرخص، وهي المانيكان التشريحي الشفاف في الثمانينيات من القرن العشرين.
وقد تم استخدام المانيكان التشريحي الشفاف كغلاف فني في ألبوم موسيقى الروك الصادر في عام 1970 Music from The Body والذي أصدره روجر واترز ورون جيسين وفريق موسيقى الروك البديل الأمريكي Nirvana في عام 1993 In Utero.